# ヤン＝ニクラス・ベステ
ヤン＝ニクラス・ベステ（Jan-Niklas Beste, 1999年1月4日 - ）は、ドイツ・ノルトライン＝ヴェストファーレン州ハム出身のサッカー選手。ブンデスリーガ・SCフライブルク所属。ポジションはミッドフィールダー。

## 経歴

### クラブ
2007年にボルシア・ドルトムントの下部組織に加入。2017年8月12日のDFBポカール1回戦リーラジンゲン＝アーレン戦でトップチームデビューを果たした。
2018年7月4日、ヴェルダー・ブレーメンに移籍した。
2019年6月18日、エメンにレンタル移籍した。
2020年7月23日、ヤーン・レーゲンスブルクにレンタル移籍した。
2022年6月15日、ハイデンハイムと3年契約を結んだ。
2024年7月11日、SLベンフィカに5年契約で移籍した。

### 代表
2024年3月14日、オランダ代表、フランス代表との国際親善試合に臨むドイツ代表のメンバーに初招集された。

## タイトル
個人
- ブンデスリーガ月間最優秀ゴール: 2023年8月